# Хотютау
Хотютау — ледовое плато на Центральном Кавказе к юго-западу от горы Эльбрус, в пространстве между Боковым и Главным Кавказским хребтом.

## География
Плато Хотютау расположен на границе между Кабардино-Балкарией и Карачаево-Черкесией, и является крайней западной точкой республики Кабардино-Балкария. В 15 км к югу от плато проходит административная граница между Россией и Грузией.
Плато представляет собой ровный полузакрытый ледник. Снежный покров круглый год лежит на плато и лишь изредка в летнее время оттаивает по окраинам.
Плато расположен в местности ограниченный с запада гребнем хребта Хотютау, с юга — восточным отрогом вершины Азаубаши, в котором виден простой снежный перевал Эхо Войны, а с севера с одноимённым перевалом Хотютау. На востоке плато смыкается с глубоким каньоном ледника Большой Азау, левее него расположены осыпи правобережной морены ледника Малый Азау.
Между плато и ледником Малый Азау расположено моренное озеро, которое практически круглый год сковано льдами.

## Маршруты
Плато Хотютау часто посещается альпинистами и пользуется большой популярностью и у туристов.
В частности для альпинистов популярен маршрут по перемычке Хотютау, которая связывает отроги Бокового хребта (на севере) и Главного Кавказского хребта (на юге). Для туристов большей популярностью пользуется маршрут из долины реки Баксан в верховья Кубани.
Благодаря относительно ровному рельефу, альпинисты и туристы делают ночёвки и привалы на территории плато.